# Lista odcinków serialu Dowody zbrodni
Lista odcinków serialu Dowody zbrodni (ang. Cold Case) emitowanego od 28 września 2003 r. w amerykańskiej telewizji CBS, a w Polsce przez TVN i 13 ulica. Serial składa się łącznie z 156 odcinków emitowanych w 7 sezonach.
| Seria | Seria          | Liczba odcinków | Czas emisji                        |
| ----- | -------------- | --------------- | ---------------------------------- |
|       | Sezon 1 (2003) | 23              | 28 września 2003 – 23 maja 2004    |
|       | Sezon 2 (2004) | 23              | 3 października 2004 – 22 maja 2005 |
|       | Sezon 3 (2005) | 23              | 25 września 2005 – 21 maja 2006    |
|       | Sezon 4 (2006) | 24              | 24 września 2006 – 6 maja 2007     |
|       | Sezon 5 (2007) | 18              | 23 września 2007 – 4 maja 2008     |
|       | Sezon 6 (2008) | 23              | 28 września 2008 – 10 maja 2009    |
|       | Sezon 7 (2009) | 22              | 27 września 2009 – 2 maja 2010     |

## Sezon 1 (2003)
| 1 | Look Again                     | Mark Pellington   | Meredith Stiehm           | 28 września 2003     |
| Lilly Rush, detektyw z filadelfijskiego wydziału zabójstw wznawia dochodzenie w sprawie morderstwa nastoletniej Jill Shelby z 1976 roku. Ofiara została pobita ze skutkiem śmiertelnym rakietą tenisową podczas przyjęcia. Nowe fakty do sprawy wnosi zeznanie Bonity – byłej pomocy domowej zamożnej rodziny Whitley. Kobieta umiera na raka, nie chce dłużej milczeć, pragnie by zabójca poniósł odpowiedzialność za zbrodnię. Podczas dochodzenia w 1976 roku podejrzanymi byli dwaj bracia Whitley, jednak nic im nie udowodniono. Detektyw Rush przesłuchuje kilku świadków m.in.: Melanie – najlepszą przyjaciółkę Jill, jej chłopaka Todda Whitleya (obecnie męża Melanie) i jego brata Erica. Dowody bardziej wskazują na Erica, sprawiającego kłopoty alkoholika, jednak również Todd ma sekrety. Rush z determinacją dąży do rozwikłania morderstwa. Lilly Rush podczas śledztwa konfrontuje świadków z przeszłością, włączając w to również matkę ofiary. - Lilly Rush widzi ofiarę przed budynkiem policji podczas aresztowania. - Utwór wykorzystany w scenie końcowej to: „Have You Ever Seen the Rain”, w wykonaniu Creedence Clearwater Revival. - Odcinek luźno nawiązuje do morderstwa Marthy Moxley. - Potrójne zabójstwo pokazane na początku odcinka, będzie przedmiotem dochodzenia w późniejszym odcinku The Badlands. |                                |                   |                           |                      |
| 2 | Gleen                          | Paris Barclay     | Jan Oxenberg              | 5 października 2003  |
| Do wydziału zabójstw przychodzi narzeczona strażaka, która prosi Lilly Rush o rozwiązanie sprawy śmierci pierwszej żony strażaka. W 1983 roku Dana, młoda matka ginie w podczas eksplozji bomby domowej roboty umieszczonej w opakowaniu proszku do prania. Kobieta, nazajutrz miała zeznawać w sądzie przeciwko ekshibicjoniście, córka ofiary wierzyła, iż to on odpowiada za śmierć jej matki, po latach zaczęła go prześladować telefonami do więzienia, w którym odsiadywał wyrok za inne przestępstwo. Detektyw Rush przeprowadza ponowne śledztwo. - Lilly, córka ofiary i przyjaciel widzą Danę podczas aresztowania zabójcy. - Utwór wykorzystany w scenie końcowej to: „Straight From the Heart”, w wykonaniu Bryana Adamsa. |                                |                   |                           |                      |
| 3 | Our Boy Is Back                | Bryan Spicer      | Stacy Kravetz             | 12 października 2003 |
| Do wydziału zabójstw przychodzi anonimowy list, w którym seryjny gwałciciel, zapowiada, iż wraca do Filadelfii po pięciu latach nieobecności. Napadający na samotne kobiety gwałciciel wywołał psychozę w mieście. Dochodzenie umorzono. Detektywi wznawiają śledztwo w sprawie morderstwa studentki Gail Chimayo z 1998 roku sądząc, iż sprawcą jest ów seryjny gwałciciel. - Ofiarę w archiwum widzi detektyw Nick Vera, który prowadził pierwsze dochodzenie w sprawie morderstw Gail. - Utwór wykorzystany w scenie końcowej to: „Heroes”, w wykonaniu The Wallflowers. - Odcinek luźno nawiązuje do sprawy filadelfijskiego gwałciciela Troya Gravesa. |                                |                   |                           |                      |
| 4 | Churchgoing People             | Mark Pellington   | Meredith Stiehm           | 19 października 2003 |
| Policja aresztuje kobietę za zakłócanie porządku na cmentarzu, okazuje się, że cierpi na chorobę Alzhaimera. Chora miewa przebłyski wspomnień z nocy zabójstwa męża Mitcha Bayesa – kościelnego organisty, jego ciało znaleziono w okolicy słynącej z prostytucji. Okoliczności te sprawiły, iż znajomi i parafianie odwrócili się od zmarłego i jego rodziny. Zespół detektywów wznawia śledztwo z 1990 roku. - Ofiarę w domu widzi jego córka. - Utwór wykorzystany w scenie końcowej to: „Live To Tell”, w wykonaniu Madonny. |                                |                   |                           |                      |
| 5 | The Runner                     | David Straiton    | Veena Cabreros Sud        | 26 października 2003 |
| Narkomanka przynosi do wydziału znaleziony na śmietniku stary magnetofon z nagraniem strzelaniny. Detektywi wznawiają śledztwo, okazuje się, że ofiarą strzelaniny jest młody policjant Joe Washington, który zginął w 1973 roku po przyjęciu zgłoszenia interwencji ws. narkotyków w „czarnej dzielnicy”. - Lilly widzi ofiarę pokazującą znak pokoju w Tawernie Jonesa. - Utwór wykorzystany w scenie końcowej to: „Lean On Me”, w wykonaniu Billa Withersa. |                                |                   |                           |                      |
| 6 | Love Conquers Al               | Greg Yaitanes     | Kim Newton                | 9 listopada 2003     |
| Drobny złodziej w nadziei na niższy wyrok, twierdzi, iż widział w 1981 roku jak młody chłopak zmywa krew w swoim samochodzie, powiązał to zdarzenie z morderstwem Paige Pratt, utalentowanej biegaczki, która zginęła tej samej nocy. Twierdzi też, iż sąd skazał za tę zbrodnię niewinnego człowieka. Detektywi ponownie rozpatrują sprawę zabójstwa nastolatki. - Lilly widzi biegnącą po torze Paige, dziewczyna uśmiecha się do Rush. - Utwór wykorzystany w scenie końcowej to: „She’s Got a Way”, w wykonaniu Billy’ego Joela. - Lilly Rush przydzielono nowego partnera detektywa Scotty’ego Valensa (Danny Pino). |                                |                   |                           |                      |
| 7 | A Time To Hate                 | Deran Serafian    | Jan Oxenberg              | 16 listopada 2003    |
| 75-letnia kobieta przychodzi do wydziału zabójstw i prosi o rozwikłanie śmierci swojego syna Danny’go Holtza, członka uniwersyteckiej drużyny basebollowej, który w 1964 roku został pobity na śmierć w pobliżu baru dla gejów. - Lilly, matka ofiary i jego ukochany oraz kluczowy świadek zbrodni, który pomógł rozwiązać sprawę morderstwa widzą Danny’go na miejscu zbrodni. Ofiara wymienia się uśmiechem z matką, kiedy obejmuje się ze swoim ukochanym. - Utwór wykorzystany w scenie końcowej to: „Turn! Turn! Turn! (To Everything There Is a Season)”, w wykonaniu The Byrds. |                                |                   |                           |                      |
| 8 | Fly Away                       | James Whitmore    | Veena Cabreros Sud        | 30 listopada 2003    |
| W szpitalu po dwóch latach spędzonych w śpiączce budzi się kobieta, detektywi wznawiają dochodzenie, badające okoliczności jej upadku z okna mieszkania w 2001 roku, w którym została ciężko ranna, a jej córka zmarła. Detektywi podejrzewają, że zostały one przez sprawcę wyrzucone z okna. Niestety kobieta nie pamięta dokładnie co się wydarzyło tamtego wieczoru, miewa tylko szczątkowe wspomnienia. - Matka widzi ofiarę na wyjściu przeciwpożarowym ich mieszkania. - Sprawcy nie aresztowano, śmierć dziewczynki uznano za wypadek, a matka trafiła na leczenie do szpitala psychiatrycznego. - Utwór wykorzystany w scenie końcowej to: „Heaven (Candlelight Mix)”, w wykonaniu DJ-a Sammy’ego. |                                |                   |                           |                      |
| 9 | Sherry Darlin                  | Rachel Talalay    | Sean Whitesell            | 7 grudnia 2003       |
| Ktoś dzwoni do wydziału zabójstw i przyznaje się do zabójstwa starszej pani w 1989 roku. Twierdzi, że pochował ją w piwnicy jej domu. Detektywi rozpoczynają śledztwo w sprawie morderstwa kobiety. Starsza pani w 1989 roku mieszkała wraz z wnukiem Jamesem, kobiecie nie podobał się jego styl życia. - Ofiarę widzi wnuk rozmawiający z policją. - Utwór wykorzystany w scenie końcowej to: „The End of the Innocence”, w wykonaniu Dona Henleya i Bruce’a Hornsby’ego. |                                |                   |                           |                      |
| 10 | The Hitchhiker                 | Marita Grabiak    | Sean Whitesell            | 21 grudnia 2003      |
| Detektywi wznawiają śledztwo w sprawie morderstwa autostopowicza wracającego z Atlantic City do Filadelfii w 1997 roku. Sądzą, iż sprawa jest powiązana z morderstwami w sąsiednich stanach i mają do czynienia z seryjnym mordercą. - Morderca widzi ofiarę jako nastolatka i jako dorosłego człowieka (po raz pierwszy w serialu), podczas jego aresztowania. - Utwór wykorzystany w scenie końcowej to: „I Believe”, w wykonaniu Blessid Union of Souls. |                                |                   |                           |                      |
| 11 | Hubris                         | Agnieszka Holland | Stacy Kravetz, Kim Newton | 11 stycznia 2004     |
| Profesor college’u, którego kariera skończyła się kompromitacją w momencie, kiedy stał się podejrzanym o zabójstwo własnej studentki Holly Richardson w 1995 roku, zwraca się do Lilly Rush o ponowne śledztwo w nadziei, iż zostanie oczyszczony z podejrzeń, zwłaszcza po tym jak podobna zbrodnia miała niedawno miejsce w mieście. - Detektyw Rush widzi Holly nad stawem, gdzie znaleziono jej zwłoki. - Utwór wykorzystany w scenie końcowej to: „Dont Look Back In Anger”, w wykonaniu Oasis. |                                |                   |                           |                      |
| 12 | Glued                          | Peter Markle      | Tyler Bensinger           | 18 stycznia 2004     |
| Porucznik Stillman prosi Lilly o wznowienie śledztwa z 1980 roku – nierozwiązane morderstwo 8-letniego chłopca, którego ciało znaleziono w śnieżnej zaspie. Była to pierwsza sprawa w wydziale zabójstw Johna Stillmana. - Detektyw Stillman widzi ofiarę w budynku policji. - Utwór wykorzystany w scenie końcowej to „Follow You, Follow Me”, w wykonaniu Genesis. |                                |                   |                           |                      |
| 13 | The Letter                     | Tim Hunter        | Veena Cabreros Sud        | 25 stycznia 2004     |
| Lilly Rush wraz z innymi detektywami wznawia śledztwo w sprawie gwałtu i morderstwa 25-letniej czarnej kobiety w 1939 roku, po tym jak wnuczka ofiary dzieli się nowymi informacjami. - Lilly widzi ofiarę w archiwum. - Utwór wykorzystany w scenie końcowej to: „Blue Moon”, w wykonaniu Elli Fitzgerald. |                                |                   |                           |                      |
| 14 | Boy in the Box                 | Karen Gaviola     | Meredith Stiehm           | 15 lutego 2004       |
| Detektywi ponownie otwierają śledztwo nierozwiązanego zabójstwa z 1958 roku. Ofiarą jest anonimowy 6-letni chłopiec, którego ciało znaleziono w lesie w papierowym kartonie. - Lilly widzi ofiarę na cmentarzu, siostra/przyjaciółka chłopca wyobraża sobie go w umówionym miejscu spotkania. - Nikt nie został aresztowany. - Utwór wykorzystany w scenie końcowej to: „Sweeter Than You”, w wykonaniu Ricka Nelsona. - Odcinek nawiązuje do prawdziwej sprawy chłopca znalezionego w papierowym kartonie w Filadelfii. Sprawa ta jest wciąż nierozwiązana. |                                |                   |                           |                      |
| 15 | Disco Inferno                  | James Whitmore    | Tyler Bensinger           | 22 lutego 2004       |
| Podczas wymiany rur w piwnicy budynku znaleziono szkielet z dziurą od kuli w czaszce. W budynku do 1979 roku znajdowała się popularna dyskoteka, zniszczona na skutek pożaru. W pożarze tym zginęły dwadzieścia dwie inne osoby. Detektywi ponownie badają okoliczności wybuchu pożaru, sądzą, iż morderca dokonał podpalenia. - Lilly widzi ofiarę tańczącą wspólnie ze swoją dziewczyną. - Utwór wykorzystany w scenie końcowej to: „Last Dance”, w wykonaniu Donny Summer. - Odcinek nawiązuje do pożaru nocnego klubu „The Station”. |                                |                   |                           |                      |
| 16 | Volunteers                     | Allison Anders    | Jan Oxenberg              | 7 marca 2004         |
| Podczas rozbiórki fundamentów budynku znaleziono dwa ciała. Detektywi identyfikują ofiary, jako parę hipisów, która zaginęła w 1969 roku. Gerald i Julia zaangażowani byli w ruch zapewniający nielegalne bezpieczne aborcje. - Lilly widzi ofiary po drugiej stronie ulicy podczas aresztowania sprawcy morderstw. - Utwór wykorzystany w scenie końcowej to: „Get Together”, w wykonaniu The Youngbloods. |                                |                   |                           |                      |
| 17 | The Lost Soul of Herman Lester | Tim Matheson      | Sean Whitesell            | 14 marca 2004        |
| Młody koszykarz dostaje telefon z pogróżkami. Ma nie zagrać w meczu o mistrzostwo stanu, a jeśli zrobi to zginie jak ojciec. Detektywi wznawiają śledztwo z 1987 roku, w sprawie morderstwa ojca chłopaka – gwiazdy drużyny uniwersyteckiej, który został dźgnięty śrubokrętem po zdobyciu mistrzostwa stanu. - Lilly widzi Hermana podczas gry jego syna. - Utwór wykorzystany w scenie końcowej to: „Walk Like a Man”, w wykonaniu Bruce’a Springsteena. |                                |                   |                           |                      |
| 18 | Resolutions                    | Alex Zakrzewski   | Kim Newton                | 28 marca 2004        |
| Do policji zgłasza się kobieta, która twierdzi, że podczas Sylwestra 1999 roku przejechała kogoś samochodem. Kobieta w momencie wypadku była w stanie zamroczenia alkoholowego i nic nie pamięta. Jej ofiarą jest najprawdopodobniej Greg Cardiff. Lilly Rush przeprowadza ponowne dochodzenie. - Lilly widzi Grega przed jego domem. - Zabójca popełnił samobójstwo. - Utwór wykorzystany w scenie końcowej to: „Hands”, w wykonaniu Jewel. |                                |                   |                           |                      |
| 19 | Late Returns                   | David Straiton    | Jay Beattie, Dan Dworkin  | 4 kwietnia 2004      |
| Bieżące morderstwo prowadzi detektywów do nierozwiązanej sprawy z 1992 roku, kiedy to w nocy wyborów prezydenckich, ginie młoda kobieta zaangażowana w kampanię wyborczą. - Lilly Rush widzi ofiarę, oglądającą aresztowanie mordercy z balkonu budynku policji. - Odcinek luźno nawiązuje do sprawy morderstwa Chandry Levy. - Utwór wykorzystany w scenie końcowej to: „Ordinary World”, w wykonaniu Duran Duran. |                                |                   |                           |                      |
| 20 | Greed                          | Karen Gaviola     | Stacy Kravetz             | 18 kwietnia 2004     |
| Detektywi wznawiają śledztwo z 1985 roku w sprawie zabójstwa Charlesa Danville’a, zamożnego maklera giełdowego. W 1985 roku policja uznała, że zginął podczas kradzieży samochodu, nowy trop sugeruje, iż motywem zabójstwa była zemsta. - Lilly widzi ofiarę wznoszącą kieliszek wina w jej kierunku. - Utwór wykorzystany w scenie końcowej to: „All Through the Night”, w wykonaniu Cyndi Lauper. |                                |                   |                           |                      |
| 21 | Maternal Instincts             | Kevin Hooks       | Laurie Arent              | 25 kwietnia 2004     |
| Sean, młodociany przestępca, jako trzylatek był świadkiem zabójstwa swojej matki, pamięta z tamtego wieczoru baloniki, pociąg i imię Bobby. Rush i Valens postanawiają wznowić dochodzenie w sprawie morderstwa młodej, samotnej matki z 1989 roku. - Lilly widzi ofiarę w sądzie przyglądającą się spotkaniu Seana z jego rodziną. - Odcinek luźno nawiązuje do sprawy Cathleen Krauseneck. - Utwór wykorzystany w scenie końcowej to: „Eternal Flame”, w wykonaniu The Bangles. |                                |                   |                           |                      |
| 22 | The Plan                       | Agnieszka Holland | Veena Cabreros Sud        | 2 maja 2004          |
| W 1999 roku w akademii wojskowej w basenie tonie trener pływania. Jego śmierć uznano za wypadek, detektywi wznawiają śledztwo po tym jak do wydziału zabójstw została przysłana notatka sugerująca, iż było to morderstwo. W śledztwie wychodzi na jaw, iż ofiara molestowała swoich kadetów. - Lilly widzi na wodzie odbicie ofiary. - Pierwszy raz w serialu nie ukazano detektywa chowającego karton z dowodami w dziale spraw nierozwiązanych. - Pierwszy raz w serialu po zakończeniu sprawy nie pokazano śledczych zanoszących karton z dowodami z napisem „Sprawa zamknięta” co dotychczas było charakterystyczne dla zakończenia dochodzenia - Utwór wykorzystany w scenie końcowej to: „Wise Up”, w wykonaniu Aimee Mann. |                                |                   |                           |                      |
| 23 | Lover’s Lane                   | Nelson McCormick  | Meredith Stiehm           | 23 maja 2004         |
| Ponowne badanie DNA wykazuje, że skazano niewinnego człowieka za zabójstwo i gwałt 15-letniej dziewczyny zabitej podczas randki w 1986 roku. Detektywi wznawiają dochodzenie, by znaleźć prawdziwego zabójcę. - Ofiarę nad jeziorem w miejscu przestępstwa widzi jej chłopak. - Utwór wykorzystany w scenie końcowej to: „Leather and Lace”, w wykonaniu Stevie Nicks. - Odcinek jest luźno oparty na historii z 1999 roku, kiedy to Krystal Dawn Steadman zostaje zabita przez Thomasa Sorię i jego syna. Miejscem zbrodni było miejscem pierwszego ataku seryjnego mordercy Zodiaka. |                                |                   |                           |                      |

## Sezon 2 (2004)
| 1 (24) | The Badlands           | Tim Matheson     | Chris Mundy                    | 3 października 2004  |
| W 2003 roku w restauracji dokonano potrójnego zabójstwa, podejrzanego aresztowano, jednak podczas rozprawy sądowej obrona wykazuje niepodważalne alibi podejrzanego. Detektywi zmuszeni są do znalezienia prawdziwego zabójcy właścicieli popularnej jadłodajni i ich pracownika. Właściciele, Della i Tom byli bliskimi przyjaciółmi Willa Jeffriesa. - Lilly widzi nastoletniego pracownika obsługującego klientów restauracji. - Jeffries widzi swoich przyjaciół na ponownym otwarciu restauracji. - Utwór wykorzystany w scenie końcowej to: „If I Ain’t Got You”, w wykonaniu Alicii Keys. - Morderstwo było pokazane w pierwszym odcinku serialu.                                                                 |                        |                  |                                |                      |
| 2 (25) | Factory Girls          | David Von Ancken | Stacy Kravetz, Meredith Stiehm | 10 października 2004 |
| Kobiety, które pracowały podczas II wojny światowej w jednej z fabryk spotykają się po 60 latach. We wspomnieniach przywołują jedną z nich, dziewczynę, która zginęła w tajemniczych okolicznościach. Dziennikarka, znajoma Lilly, pisząca o tych kobietach artykuł, dzieli się informacjami z detektyw Rush. Nowy trop sugeruje, iż kobieta została zepchnięta. Lilly wznawia śledztwo w sprawie śmiertelnego upadku z fabryce samolotów w 1943 roku. - Ofiara jest widziana przez detektyw Rush podczas odkładania na półkę akt sprawy. - Utwór wykorzystany w scenie końcowej to: „Don’t Fence Me In”, w wykonaniu Binga Crosby’ego.                                                                                  |                        |                  |                                |                      |
| 3 (26) | Daniela                | David Barrett    | Veena Cabreros Sud             | 17 października 2004 |
| Na policję trafia maltretowana żona przynosi nagrany film. Nagranie przedstawia zabójstwo prostytutki, a sprawcą jest jej mąż. Detektywi wznawiają dochodzenie z 1979 roku. - Ofiarę widzi jej chłopak, para wspólnie tańczy. - Nikogo nie aresztowano, śmierć ofiary uznana została za samobójstwo. - Utwór wykorzystany w scenie końcowej to: „Goodbye Girl”, w wykonaniu Davida Gatesa. |                        |                  |                                |                      |
| 4 (27) | The House              | Alex Zakrzewski  | Sean Whitesell                 | 24 października 2004 |
| Chłopcy bawiący się przy starym więzieniu wpadają w dziurę i odkrywają kości. Numer identyfikacyjny więźnia świadczy, że ofiarą jest Hank, który oficjalnie został zabity w 1968 roku, a jego ciało zostało przypadkowo skremowane. Detektywi rozpoczynają śledztwo w sprawie morderstwa z 1968 roku - Scotty widzi ofiarę na zewnątrz więzienia, palącą papierosa. - Wszystkie utwory wykorzystane w odcinku, zostały wykonane przez Johnny’ego Casha. - Utwór wykorzystany w scenie końcowej to: „Flesh and Blood”, w wykonaniu Johnny’ego Casha. |                        |                  |                                |                      |
| 5 (28) | Who’s Your Daddy?      | Greg Yaitanes    | Tyler Bensinger                | 31 października 2004 |
| 19-letnia dziewczyna znajduje na internetowej aukcji bransoletę należącą do jej matki. Dziewczyna uważa, że bransoleta została skradziona podczas morderstwa jej rodziców w 1991 roku. Rodzice byli imigrantami z Kambodży. Śledztwo zostaje wznowione. - Lilly widzi ofiary w oknie ich mieszkania. - Utwór wykorzystany w scenie końcowej to: „Send Me an Angel”, w wykonaniu Scorpions. |                        |                  |                                |                      |
| 6 (29) | The Sleepover          | Emilio Estevez   | Liz Garcia                     | 7 listopada 2004     |
| Odnaleziono zwłoki młodej kobiety, zabójstwo jest prawie identyczne do zbrodni popełnionej w 1990 roku. Wtedy to, w tym samym miejscu zginęła 12-letnia Rita. Śledczy na początku sądzą, iż mają do czynienia z naśladowcą, jednak szczegół niepodany do ogólnej wiadomości wyklucza to. Lilly Rush wraz z resztą detektywów wznawia dochodzenie, podczas którego wychodzi na jaw, iż ofiara brała udział w piżamowym party. - Lilly widzi Ritę podczas przejażdżki rowerem. - Utwór wykorzystany w scenie końcowej to: „Circle”, w wykonaniu Edie Brickell. |                        |                  |                                |                      |
| 7 (30) | It’s Raining Men       | Paul Holahan     | Jan Oxenberg                   | 14 listopada 2004    |
| Chorujący od dwudziestu lat na AIDS Artie, prosi detektywów o rozwiązanie sprawy zabójstwa jego partnera Jeffa, który został uduszony w 1983 roku. Chce w ten sposób, przed swoim ślubem, udowodnić, że go naprawdę kochał. - Ofiarę widzi podczas swojego ślubu jego partner Artie. - Utwór wykorzystany w scenie końcowej to: „When I’m with You”, w wykonaniu Sheriff. |                        |                  |                                |                      |
| 8 (31) | Red Glare              | Tim Matheson     | Jay Beattie, Dan Dworkin       | 21 listopada 2004    |
| Rok 1953, był czasem braku tolerancji, rasizmu. Sprawa dotyczy morderstwa młodego nauczyciela Eliota który był temu przeciwny i uczęszczał na tajne zgromadzenia. Miał on też podczas rozprawy sądowej wyznać nazwiska uczestników zebrań. To przyniosło ze sobą wiele konsekwencji i naraziło jego rodzinę na cierpienia i odsunięcie się od nich przyjaciół. Rodzina rozpadła się po śmierci Eliota. Do detektywów zgłasza się syn zamordowanego, który dotąd nie znał prawdy o ojcu. Do Lilly przychodzi jej siostra Christina, która prosi o pomoc. - Lil widzi Eliota po drugiej stronie ulicy. - Utwór wykorzystany w scenie końcowej to: „I believe” Frankiego Laine’a                                            |                        |                  |                                |                      |
| 9 (32) | Mindhunters            | Kevin Bray       | Veena Cabreros Sud             | 28 listopada 2004    |
| W lesie znaleziono zwłoki kobiety z odciętą głową. Detektywi rozpoczynają śledztwo w sprawie morderstwa zaginionej w 1985 roku kobiety. Śledczy znajdują w lesie kolejnych 8 bezgłowych ciał kobiet, które były uznane za zaginione. Detektywi rozpoczynają poszukiwanie seryjnego zabójcy. W toku śledztwa, detektywi dochodzą do wniosku, iż mordercą jest pracownik policji. - Morderca nie został aresztowany, z powodu nie wystarczających dowodów. - Ofiary nie są widziane, gdyż śledztwo nie zostało zakończone. - Utwór wykorzystany w scenie końcowej to: „Long, Long Way To Go”, w wykonaniu Phila Collinsa.                                                                                                  |                        |                  |                                |                      |
| 10 (33) | Discretion             | James Whitmore   | Henry Robles                   | 19 grudnia 2004      |
| Zespół rozpoczyna śledztwo w sprawie nierozwiązanego morderstwa oskarżyciela z biura prokuratora okręgowego z New Haven w stanie Connecticut, który został zadźgany w Filadelfii w 2000 roku. Ofiara została pośmiertnie oskarżona przez współpracownika o kradzież pieniędzy z kasy biura prokuratora. Żona ofiary pragnie oczyszczenia z oskarżeń zmarłego męża oraz rozwiązania sprawy morderstwa. - Detektyw Scotty Valens widzi ofiarę podczas widzenia w więzieniu niewinnego chłopaka z matką. - Utwór wykorzystany w scenie końcowej to: „Why Does It Always Rain On Me?”, w wykonaniu zespołu Travis. |                        |                  |                                |                      |
| 11 (34) | Blank Generation       | David Barrett    | Chris Mundy                    | 9 stycznia 2005      |
| Gdy wychodzą na jaw nowe fakty sugerujące, iż mogło dojść do morderstwa, detektywi ponownie rozpatrują samobójstwo członka sekty z 1978 roku. Matthew Adams zmarł po zażyciu cyjanku. W trakcie śledztwa wychodzi na jaw, iż jego ojciec był despotą, a matka popełniła samobójstwo oraz, iż Matthew wdał się w romans z dziewczyną przywódcy sekty. - Lilly widzi ofiarę przy odkładaniu akt sprawy na półkę w archiwum. - Utwór wykorzystany w scenie końcowej to: „(What’s So Funny 'Bout) Peace, Love and Understanding?”, w wykonaniu Elvisa Costello. |                        |                  |                                |                      |
| 12 (35) | Yo, Adrian             | James Whitmore   | Sean Whitesell                 | 16 stycznia 2005     |
| Sędzia bokserski na łożu śmierci wyjawia tajemnicę pewnej śmierci. Wyznanie to skłania detektywów do wznowienia sprawy z 1976 roku. Wówczas na ringu zginął w nierównej walce bokser Jerry Stone. Sędzia przyznaje się, że przyjął łapówkę, by nie przerywać walki. - Dziewczyna ofiary widzi Jerry’ego i swojego zmarłego ojca. - Nikt nie został aresztowany. - Utwór wykorzystany w scenie końcowej to: „Baby, I Love Your Way”, w wykonaniu Petera Framptona. |                        |                  |                                |                      |
| 13 (36) | Time to Crime          | Tim Hunter       | Tyler Bensinger                | 30 stycznia 2005     |
| Zwrócono broń w ramach programu odzyskiwania broni, okazuje się, iż brała udział w zabójstwie. W 1987 roku dziewczynka w parku została zastrzelona z przejeżdżającego samochodu. Detektywi wznawiają dochodzenie. W trakcie dochodzenie detektywi ustalają, że przez lata broń wielokrotnie zmieniała właścicieli. - Lilly widzi zabitą dziewczynkę w magazynie broni. - Utwór wykorzystany w scenie końcowej to: „Man In the Mirror”, w wykonaniu Michaela Jacksona. |                        |                  |                                |                      |
| 14 (37) | Revolution             | Alex Zakrzewski  | Liz Garcia                     | 20 lutego 2005       |
| Warren w 1969 roku uciekł do Kanady, by uniknąć pełnienia służby wojskowej w Wietnamie. Tym samym czasie w jego mieszkaniu znaleziono zwłoki jego dziewczyny. Ellie McCormick została uduszona. Gdy Warren wraca do kraju, aby uczestniczyć w pogrzebie ojca, policja wzywa go w sprawie zabójstwa Ellie. Detektywi wznawiają dochodzenie. - Chłopak ofiary, widzi ją opuszczającą jego mieszkanie. - Utwór wykorzystany w scenie końcowej to: „I Say a Little Prayer”, w wykonaniu Arethy Franklin. |                        |                  |                                |                      |
| 15 (38) | Wishing                | Emilio Estevez   | Karin Lewicki                  | 6 marca 2005         |
| Detektywi szukają zabójcy upośledzonego młodego mężczyzny, który zginął na torach kolejowych w 1993 roku. - Lilly widzi ofiarę stojącą na moście. - Utwór wykorzystany w scenie końcowej to: „Somewhere Over the Rainbow”, w wykonaniu Israela Kamakawiwoʻole. |                        |                  |                                |                      |
| 16 (39) | Revenge                | David Von Ancken | Jay Beattie                    | 13 marca 2005        |
| Ksiądz w 1998 roku wysłuchał spowiedzi mężczyzny, który brał udział w porwaniu 9-letniego Kyle’a. Chłopiec później został znaleziony martwy. Porywacz właśnie zmarł podczas napadu, a ksiądz podzielił się informacją ze swoim bratem porucznikiem Stillmanem. - Lilly widzi ofiarę w dokach. - Utwór wykorzystany w scenie końcowej to: „Don’t Go Away”, w wykonaniu Oasis. |                        |                  |                                |                      |
| 17 (40) | Schadenfreude          | Tim Matheson     | Gina Gionfriddo                | 20 marca 2005        |
| Na palcu zmarłej narkomanki znaleziono obrączkę z wygrawerowanym napisem należącą do dr. Stevena Chase’a, który odsiaduje wyrok za zabójstwo żony w 1982 roku. Dr. Chase cały czas twierdzi, iż jest niewinny, a żona została zabita podczas włamania oraz to że widział sprawców. Detektywi wznawiają śledztwo, aby stwierdzić, kto tak naprawdę zabił Lindsay. - Detektyw Rush widzi ofiarę po drugiej stronie ulicy podczas aresztowania. - Utwór wykorzystany w scenie końcowej to: „Don’t Stop Believing”, w wykonaniu Journey. - Odcinek luźno oparty jest na historii Sama Shepparda. |                        |                  |                                |                      |
| 18 (41) | Ravaged                | James Whitmore   | Meredith Stiehm                | 27 marca 2005        |
| Dawna znajoma detektywa Very prosi o rozwiązanie sprawy śmierci swojej siostry alkoholiczki w 1995 roku. Pierwsze dochodzenie wykazało, iż był to wypadek. Po latach siostra poznała świadka, który twierdzi, iż widział ofiarę w dniu jej śmierci pijącą ze studentami, a między pijącymi wywiązała się kłótnia. Detektywi pragną poznać rzeczywisty bieg zdarzeń prowadzący do śmierci kobiety. - Detektyw Vera widzi ofiarę przed budynkiem policji. - Utwór wykorzystany w scenie końcowej to: „Secret Garden”, w wykonaniu Bruce’a Springsteena. |                        |                  |                                |                      |
| 19 (42) | Strange Fruit          | Paris Barclay    | Veena Cabreros Sud             | 3 kwietnia 2005      |
| Detektywi wznawiają śledztwo w sprawie zabójstwa 16-letniego chłopaka, który w 1963 roku sprowadził się z rodziną z Missisipi, a krótko potem został znaleziony martwy na ulicy przez młodego Willa Jeffriesa i jego kolegów. Afroamerykańska rodzina Williamsów po przeprowadzce zamieszkała w dzielnicy zdominowanej przez białych. Niektórym sąsiadom nie spodobało się to, również niezadowolenie było w wśród pracowników fabryki samolotów, w której ojciec ofiary, inżynier dostał kierowniczą posadę. - Ofiarę widzi Jeffries w miejscu znalezienia zwłok. - Utwór wykorzystany w scenie końcowej to: „Strange Fruit”, w wykonaniu Niny Simone. - Odcinek jest luźno oparty na sprawie morderstwa Emmetta Tilla. |                        |                  |                                |                      |
| 20 (43) | Kensington             | Bill Eagles      | Sean Whitesell                 | 24 kwietnia 2005     |
| Detektywi wznawiają śledztwo sprawie zabójstwa Joe Younga, robotnika, który według policji w 1985 roku został zabity podczas rabunku. Jednak w 2005 roku ktoś przyznaje się do kradzieży pieniędzy już zabitego Joe, co wyklucza motyw rabunkowy. Detektywi rozpoczynają poszukiwanie prawdziwego powodu zabójstwa oraz jego sprawcy. - Nikt nie widzi ofiary, zamiast tego ofiara jest pokazana w retrospekcji. - Wszystkie utwory wykorzystane w odcinku są w wykonaniu Johna Mellencampa. - Utwór wykorzystany w scenie końcowej to: „Small Town”, w wykonaniu Johna Mellencampa. |                        |                  |                                |                      |
| 21 (44) | Creatures of the Night | Alex Zakrzewski  | Tyler Bensinger                | 1 maja 2005          |
| Detektywi szukają powiązania morderstwa z 1977 roku z seryjnym mordercą, który niebawem ma wyjść na wolność. Znalezienie zbrodni, za którą nie został skazany umożliwi zatrzymanie mordercy w więzieniu, który zapowiedział, iż po wyjściu będzie nadal zabijał. - Detektyw Rush widzi ofiarę. - Wszystkie utwory wykorzystane w odcinku pochodzą z musicalu The Rocky Horror Picture Show w reżyserii Jima Sharmana. - Utwór wykorzystany w scenie końcowej to: „Over at the Frankenstein Place”, w wykonaniu Susan Sarandon, Barry’ego Bostwicka i Richarda O’Briena. - Odcinek nawiązuje do sprawy Coral Eugene Watts.                                                                                                |                        |                  |                                |                      |
| 22 (45) | Best Friends           | Mark Pellington  | Liz Garcia                     | 8 maja 2005          |
| Z rzeki wyłowiono ciężarówkę z ludzkimi kośćmi, detektywi rozpoczynają śledztwo, które prowadzi do producenta alkoholu z czasów prohibicji i zaginionej w 1932 roku młodej kobiety. - Ofiarę widzi kochanka, kobiety idą razem i obejmują się. - Nikt nie został aresztowany. - Odcinek kończy się wierszem. - Odcinek ten zdobył nagrodę GLAAD Media Awards. |                        |                  |                                |                      |
| 23 (46) | The Woods              | Nelson McCormick | Veena Cabreros Sud             | 22 maja 2005         |
| W domu przeznaczonym do sprzedaży odnaleziono dziewięć ludzkich czaszek, które prowadzą do seryjnego mordercy George’a Marksa, który kilka miesięcy wcześniej wymknął się policji. W przeszłości w 1972 roku w domu tym doszło do morderstwa kobiety, ofiarą była matka George’a. Detektywi wznawiają śledztwo w sprawię wyjaśnienia tej zbrodni. - Detektyw Rush widzi George’a (jako chłopca) i jego matkę wraz z nim patrzącą przez okno. - Utwór wykorzystany w scenie końcowej to: „Behind Blue Eyes”, w wykonaniu The Who. - Odcinek luźno opiera się na sprawie seryjnego mordercy Roberta Hansena. |                        |                  |                                |                      |

## Sezon 3 (2005)
| 1 (47) | Family                      | Mark Pellington  | Meredith Stiehm                                       | 25 września 2005     |
| Kiedy z nastoletnią dziewczyną kontaktuje się mężczyzna uznający się za jej biologicznego ojca. Dziewczyna zwraca się do policji, gdyż jej ojciec został zabity w noc jej narodzin w 1988 roku. Detektywi wznawiają dochodzenie uważając, iż mężczyzna może być powiązany ze śmiercią nastolatka Jimmiego Tate’a – jej prawdziwego ojca. - Lilly widzi ofiarę przyglądającą się córce i jej matce. - Utwór wykorzystany w scenie końcowej to: „In Your Eyes”, w wykonaniu Petera Gabriela. |                             |                  |                                                       |                      |
| 2 (48) | The Promise                 | Paris Barclay    | Veena Cabreros Sud                                    | 2 października 2005  |
| Kiedy ojciec znajduje zdjęcie wykonane tuż przed śmiercią swojej córki, które może świadczyć, że jej śmierć nie była wypadkiem. Detektywi wznawiają śledztwo z 2004 roku w sprawie śmierci otyłej studentki, która zginęła podczas pożaru w domu bractwa studenckiego. - Ofiarę stojącą w drzwiach swojej sypialni widzi jej przyjaciel. - Utwór wykorzystany w scenie końcowej to: „Fallen”, w wykonaniu Sary McLachlan. |                             |                  |                                                       |                      |
| 3 (49) | Bad Night                   | Kevin Bray       | Andrea Newman                                         | 9 października 2005  |
| Do wydziału zabójstw przychodzi starsza kobieta, która znalazła list do jej syna, zabitego w 1978 roku. W liście zawarta jest sugestia, iż jest w niebezpieczeństwie, a detektywi odkrywają, że tuż przed śmiercią wielu przyjaciół odwróciło się od niego. - Lilly widzi ofiarę z przyjaciółką podczas ich przejażdżki samochodem obok jego rodzinnego domu. - Utwór wykorzystany w scenie końcowej to: „Dream On”, w wykonaniu Aerosmith. |                             |                  |                                                       |                      |
| 4 (50) | Colors                      | Paris Barclay    | Sean Whitesell                                        | 16 października 2005 |
| Rush i pozostali detektywi wznawia dochodzenie z 1945 roku, wtedy to afroamerykański gracz baseballa, został zabity ciosem z własnego kija. - Jeffries widzi ofiarę podczas meczu, unoszącą czapkę w jego kierunku. - Utwór wykorzystany w scenie końcowej to: „Sentimental Journey”, w wykonaniu Doris Day. |                             |                  |                                                       |                      |
| 5 (51) | Committed                   | Alex Zakrzewski  | Liz Garcia                                            | 23 października 2005 |
| Kiedy umiera starsza, samotna kobieta używająca dokumentów kobiety, która została zabita zimą 1954 roku, śledczy wznawiają dochodzenie. Wychodzi na jaw, że zabita kobieta przeżyła załamanie nerwowe i została umieszczona przez męża w szpitalu psychiatrycznym. - Lilly i syn ofiary widzą kobietę na wystawie obrazów. - Utwór wykorzystany w scenie końcowej to: „Only You”, w wykonaniu The Platters. |                             |                  |                                                       |                      |
| 6 (52) | Saving Patrick Bubley       | Marcos Siega     | Tyler Bensinger, Karin Lewicki                        | 6 listopada 2005     |
| Matka traci czwartego syna w strzelaninie pomiędzy gangami, Lilly pragnąc ocalić ostatniego brata przed zabiciem wraca do swojej pierwszej sprawy w wydziale zabójstw, a było to morderstwo Vaughna Bubleya – najstarszego z braci. Detektywi sądzą, iż morderstwa są ze sobą powiązane, a rozwiązanie jednej sprawy doprowadzi do wyjaśnienia pozostałych trzech zabójstw. - Patrick widzi swoich braci na boisku szkolnym. - Lilly widzi swojego pierwszego partnera w odbiciu lustra za barem. - Utwór wykorzystany w scenie końcowej to: „Faith in You”, w wykonaniu grupy P. M. Dawn. |                             |                  |                                                       |                      |
| 7 (53) | Start-Up                    | James Whitmore   | Karin Lewicki                                         | 13 listopada 2005    |
| Chłopiec na dysku twardym starego komputera podarowanego przez szkołę, znajduje opis śmierci młodej kobiety, która w 1999 roku zmarła na atak serca mając 24 lata. Notatki wskazują jednak na otrucie. - Siostra ofiary widzi ją płynącą łodzią wioślarską. - Utwór wykorzystany w scenie końcowej to: „Save Me”, w wykonaniu Aimee Mann. |                             |                  |                                                       |                      |
| 8 (54) | Honor                       | Paris Barclay    | Craig Turk                                            | 20 listopada 2005    |
| Policjanci z wydziału antynarkotykowego znajdują ukryte pudełko z bransoletami, które nosiła rodzina i przyjaciele jeńca wojennego z obozu Hanoi Hilton w Wietnamie. Weteran rok po powrocie z wietnamskiej wojny zostaje zastrzelony w 1973 roku. Porucznik Stillman uważa rozwiązanie sprawy morderstwa bohatera wojennego za obowiązek do spełnienia we wdzięczności za jego poświęcenie dla kraju. - Porucznik Stillman widzi ofiarę, wymieniają się salutami. - Utwór wykorzystany w scenie końcowej to: „If You Could Read My Mind”, w wykonaniu Gordona Lightfoota. |                             |                  |                                                       |                      |
| 9 (55) | A Perfect Day               | Roxann Dawson    | Veena Cabreros Sud                                    | 27 listopada 2005    |
| Rybak wyławia ludzką kość, ofiarą jest mała dziewczynka, ślady na szkielecie świadczą o tym iż była ofiarą przemocy domowej. Dochodzenie wykazuje, iż zmarła dziewczynka to 4-letnia Vivien Smith, detektywi szukają sprawcy zbrodni z 1965 roku. - Lilly wraz z siostrą ofiary widzi jak obie dziewczynki obejmują się na plaży. - Nie aresztowano sprawcy, gdyż został zabity. - Utwór wykorzystany w scenie końcowej to: „Catch the Wind”, w wykonaniu Donovana. |                             |                  |                                                       |                      |
| 10 (56) | Frank’s Best                | Michael Schultz  | Andrea Newman                                         | 18 grudnia 2005      |
| W 2001 roku został zabity właściciel sklepu, za sprawcę uznano jego pracownika Ricardo, który został aresztowany i skazany. Po czterech latach jego brat przyjeżdża z Salwadoru i prosi policję o znalezienie prawdziwego sprawcę morderstwa, gdyż wierzy, iż jego brat jest niewinny. Detektywi wznawiają dochodzenie. - Ricardo widzi ofiarę przy drzwiach sklepu. - Utwór wykorzystany w scenie końcowej to: „Wherever You Will Go”, wykonaniu zespołu The Calling. |                             |                  |                                                       |                      |
| 11 (57) | 8 Years                     | Mark Pellington  | Meredith Stiehm                                       | 8 stycznia 2006      |
| Detektywi podejmują się zakończenia śledztwa z 1988 roku, kiedy to w strzelaninie na autostradzie ginie mężczyzna Clem Garris. Policja odnalazła, poszukiwaną kobietę, która mogła być świadkiem zdarzenia. Zabity mężczyzna i kobieta byli w liceum członkami tej samej paczki przyjaciół. - Przyjaciółka ofiary widzi go na zewnątrz casina, w którym pracowała. - Wszystkie utwory wykorzystane w odcinku są w wykonaniu Bruce’a Springsteena. - Zabójca Clema Garrisa nie został aresztowany, gdyż sam został, krótko potem zabity. Sprawca tego morderstwa został aresztowany. - Utwór wykorzystany w scenie końcowej to: „One Step Up”, w wykonaniu Bruce’a Springsteena.                 |                             |                  |                                                       |                      |
| 12 (58) | Detention                   | Jessica Landaw   | Liz Garcia                                            | 15 stycznia 2006     |
| w 1994 roku Trevor Dawson popełnia samobójstwo skacząc z budynku szkoły. Po śmierci woźnego w jego rzeczach zostaje znaleziona druga część listu, która sugeruje, iż było to morderstwo. Z treści listu wynika, iż chłopak obawiał się o swoje życie. - Lilly widzi ofiarę za ogrodzeniem szkolnym. - Utwór wykorzystany w scenie końcowej to: „Landslide”, w wykonaniu The Smashing Pumpkins. |                             |                  |                                                       |                      |
| 13 (59) | Debut                       | Tim Hunter       | Karin Lewicki, Kate Purdy                             | 29 stycznia 2006     |
| Matka dziewczyny zamordowanej w 1968 roku, przeczytała artykuł o lokalnym sprzedawcy dzieł sztuki, który jest podejrzany o zepchnięcie żony ze schodów ze śmiertelnym skutkiem. Córka kobiety ostatni wieczór przed śmiercią spędziła z mężczyzną, który jest bohaterem artykułu. Kobieta dzieli się swoim spostrzeżeniem z detektywami, którzy wznawiają dochodzenie. - Matka ofiary widzi ją patrzącą na księżyc. - Odcinek luźno nawiązuje do sprawy Michaela Petersona. - Utwór wykorzystany w scenie końcowej to: „Moon River”, w wykonaniu Henry’ego Mancini. |                             |                  |                                                       |                      |
| 14 (60) | Dog Day Afternoons          | Craig Ross Jr    | Sean Whitesell                                        | 26 lutego 2006       |
| Detektywi dostrzegają powiązanie między napadem na bank w 2000 roku, podczas którego zginęła młoda kasjerka, a napadem, który wydarzył się 6 lat później. Ten sam bank, te same maski, wszystkie szczegóły są ponownie badane przez detektywów w poszukiwaniu zabójcy. - Matka ofiary widzi ją czytającą książkę. - Utwór wykorzystany w scenie końcowej to: „I Hope You Dance”, w wykonaniu Lee Ann Womack. |                             |                  |                                                       |                      |
| 15 (61) | Sanctuary                   | Alex Zakrzewski  | Steve Sharlet                                         | 12 marca 2006        |
| Kiedy narkotykowy diler wraca do Filadelfii zostaje aresztowany. Jest głównym podejrzanym w sprawie morderstwa kobiety przemycającej dla niego narkotyki w żołądku. Kobieta zginęła pod kościołem w 1998 roku. Śledztwo zostaje wznowione. Wychodzi na jaw iż Scotty Valens pracował z podejrzanym jako tajniak, co budzi wśród kolegów duże zaskoczenie. - Detektyw Scotty Valens widzi ofiarę, zapalając świeczkę w kościele. - Utwór wykorzystany w scenie końcowej to: „Return to Innocence”, wykonaniu Enigmy. |                             |                  |                                                       |                      |
| 16 (62) | One Night                   | Nicole Kassell   | Veena Cabreros Sud                                    | 19 marca 2006        |
| Do wydziału zabójstw przychodzi mężczyzna, który twierdzi wie coś o zabójstwie Steve’a Jablonskiego. Przyznaje się, iż go zakopał żywcem w 1980 roku, twierdzi też, że znowu to zrobił. Detektywi zaczynają walkę z czasem, mają nadzieję, iż rozwiązanie starej sprawy, umożliwi znalezienie nowej ofiary zabójcy przed jej śmiercią. - Lilly Rush widzi Steve’a w miejscu zakopania drugiej ofiary. - Utwór wykorzystany w scenie końcowej to: „You and Me”, wykonaniu Lifehouse. |                             |                  |                                                       |                      |
| 17 (63) | Superstar                   | Bill Eagles      | Patricia A. Fullerton, Craig S. O’Neill, Jason Tracey | 26 marca 2006        |
| Pojawiają się nowe dowody w sprawie śmierci utalentowanej tenisistki, Andi. Dziewczyna została zamordowana po wygranym meczu w 1973 roku. Młodsza siostra ofiary przynosi na policję, znaleziony ręcznik tenisistki, nasączony trucizną. Detektywi wznawiają śledztwo. - Lilly widzi ofiarę grającą w tenisa. - Utwór wykorzystany w scenie końcowej to: „Your Song”, w wykonaniu Eltona Johna. |                             |                  |                                                       |                      |
| 18 (64) | Willkommen                  | Paris Barclay    | Andrea Newman                                         | 2 kwietnia 2006      |
| Detektywi wznawiają dochodzenie w sprawie śmierci taksówkarza, a zarazem początkującego aktora Dennisa Hoffermana. Zastrzelono go w 2002 roku za kulisami sceny. Po latach znaleziono broń, z której zginął. - Ofiara jest widziana przez Lilly Rush. - Wszystkie utwory muzyczne wykorzystane w odcinku są z musicalu Cabaret. - Utwór wykorzystany w scenie końcowej to: „Maybe This Time”/„Cabaret”, w wykonaniu Natashy Richardson. |                             |                  |                                                       |                      |
| 19 (65) | Beautiful Little Fool       | Kevin Bray       | Liz Garcia                                            | 9 kwietnia 2006      |
| Pewna kobieta odkrywa, iż jej prababka Violet, została zamordowana. Kobieta została znaleziona martwa w Boże Narodzenie w 1929 roku. Violet oddała swoją córkę do domu dziecka. Prawnuczka chce się dowiedzieć czegoś o kobiecie, gdyż uważa, że nad kobietami w jej rodzinie ciąży pewnego rodzaju fatum. Pomimo, znikomej szansy na rozwiązanie sprawy, Lilly decyduje się na podjęcie śledztwa. - Lilly Rush widzi ofiarę grającą na pianinie. - Mordercy nie aresztowano bo zmarł. - Duch mordercy widzi swojego rozczarowanego wnuka - Utwór wykorzystany w scenie końcowej to: „300 Flowers”, w wykonaniu Allison Miller (jako Violet).                                                   |                             |                  |                                                       |                      |
| 20 (66) | Death Penalty: Final Appeal | Alex Zakrzewski  | Sean Whitesell                                        | 16 kwietnia 2006     |
| Detektywi wznawiają dochodzenie w sprawie, przy której Jeffries przesłuchiwał głównego podejrzanego. Mężczyzna za morderstwo i gwałt na 16-letniej dziewczynie w 1994 roku dostał karę śmierci, za trzy dni ma zostać wykonany wyrok. Andre Tibbs wciąż twierdzi, że jest niewinny i wrobił go policjant, prosi Willa aby przyjrzał się sprawie jeszcze raz, zwłaszcza po tym jak oskarżony o mataczenie funkcjonariusz policji, który aresztował skazanego, popełnił samobójstwo. Oficer ten aresztował skazanego. - Lilly widzi ofiarę w archiwum. - Detektyw Jeffries widzi niesłusznie straconego Andre. - Utwór wykorzystany w scenie końcowej to: „Hallelujah”, w wykonaniu Johna Cale’a. |                             |                  |                                                       |                      |
| 21 (67) | The Hen House               | David Von Ancken | Craig Turk                                            | 30 kwietnia 2006     |
| W 1945 roku zginęła dziennikarka filadelfijskiej gazety. W noc śmierci miała się z kimś spotkać na stacji gdzie zginęła. W toku śledztwa wychodzi na jaw, iż kobieta zakochała się w mężczyźnie, który twierdził, że jest Żydem, który uciekł nazistom. Detektywi ustalają tożsamość mężczyzny. Są zszokowani. - Lilly widzi ofiarę przyglądającą się aresztowaniu mordercy. - Utwór wykorzystany w scenie końcowej to: „It Could Happen to You”, w wykonaniu Jo Stafford. |                             |                  |                                                       |                      |
| 22 (68) | The River                   | Craig Ross Jr    | Tyler Bensinger                                       | 7 maja 2006          |
| Pojawia się nowy świadek w sprawie zastrzelenia lekarza ze szpitala w 1984 roku. Aresztowano wówczas czarnego włóczęgę, kobieta zaś twierdzi, iż strzelał biały w czapeczce szpitala, najprawdopodobniej również lekarz. Detektywi wznawiają śledztwo, w toku którego wychodzi na jaw, iż zabity lekarz był hazardzistą, a jego nałóg niszczył rodzinę. - Syn ofiary widzi go przez drzwi ostrego dyżuru. - Utwór wykorzystany w scenie końcowej to: „Only Time Will Tell”, w wykonaniu Asia. |                             |                  |                                                       |                      |
| 23 (69) | Joseph                      | Roxann Dawson    | Liz Garcia, Andrea Newman                             | 21 maja 2006         |
| Kiedy zostaje użyta karta kredytowa ofiary morderstwa z 2005 roku, a zarazem świadka w zabójstwie, detektywi wznawiają dochodzenie. W trakcie śledztwa wychodzi na jaw, iż ofiara miała zeznawać w sprawie morderstwa, dwa tygodnie przed zeznaniami mężczyzna został zabity. - Ofiarę widzi jego przyjaciółka. - Druga ofiara jest widziana przez swojego przyrodniego brata. - Utwór wykorzystany w scenie końcowej to: „Collide”, w wykonaniu Howie Day. |                             |                  |                                                       |                      |

## Sezon 5 (2007)
| 1 (94) | Thrill Kill        | Alex Zakrzewski   | Veena Cabreros Sud                | 23 września 2007     |
| Detektyw Rush wraca do pracy w wydziale zabójstw po rekowalenstencji spowodowanej postrzałem. Detektywi ponownie rozpatrują sprawę potrójnego zabójstwa z 1994 roku. Jeden ze skazanych wówczas za tę zbrodnię na dożywocie popełnia samobójstwo. W zwróconych rzeczach zmarłego skazańca, matka znajduje list opisujący zbrodnię, kobieta twierdzi iż jej syn tego nie napisał, gdyż nie potrafił pisać. Lilly Rush przy sceptycznym nastawieniu swoich kolegów wznawia dochodzenie. - Lilly widzi ofiary jadące swoimi rowerami, jeden z nich zatrzymuje się i dziękuje jej. - Matka niewinnie skazanego mężczyzny, który popełnił samobójstwo, czeka przed więzieniem na wychodzącego z niego kolegę syna, wówczas widzą go. - Odcinek jest luźno oparty na tzw. sprawie „West Memphis 3”. - Wszystkie wykorzystane utwory w odcinku są wykonane przez Nirvanę. - Utwór wykorzystany w scenie końcowej to: „Come as You Are”, w wykonaniu Nirvany. |                    |                   |                                   |                      |
| 2 (95) | That Woman         | Roxann Dawson     | Liz W. Garcia                     | 30 września 2007     |
| W starym vanie znaleziono bluzkę zabitej w 1998 roku, 15- dziewczyny. Dziewczyna w szkole miała reputację dziewczyny swobodnej seksualnie. Detektywi rozpoczynają dochodzenie. - Lilly widzi ofiarę w lesie na miejscu zbrodni. - Utwór wykorzystany w scenie końcowej to: „Black Balloon”, w wykonaniu Goo Goo Dolls. |                    |                   |                                   |                      |
| 3 (96) | Running Around     | Holly Dale        | Jennifer Johnson                  | 7 października 2007  |
| Do wydziału zabójstw przychodzi 16-letnia amiszka, dziewczyna szuka swojej starszej siostry, która zaginęła w 2006 roku, sądzi, iż nie żyje. Zaginiona przybyła do Filadelfii by rozpocząć swoją „rumspringę”. - Siostra ofiary widzi ją podczas podróży, w celu przeżycia swojej rumspringi. - Utwór wykorzystany w scenie końcowej to: „Breakaway”, w wykonaniu Kelly Clarkson. |                    |                   |                                   |                      |
| 4 (97) | Devil Music        | Chris Fisher      | Kate Purdy                        | 14 października 2007 |
| Do wydziału zabójstw przychodzi starszy pan, który w 1953 roku znalazł portfel w kałuży krwi w alejce za sklepem, portfel należał do 19-letniego rock’n’rollowego piosenkarza, który został zastrzelony. Fakt ten sugeruje, iż chłopak zmarł w całkiem innym miejscu niż znaleziono jego ciało. - Ofiarę tańczącą z gitarą na scenie widzi w swoim klubie przyjaciel. - Utwór wykorzystany w scenie końcowej to: „Can’t Help Falling in Love”, w wykonaniu Elvisa Presleya. |                    |                   |                                   |                      |
| 5 (98) | Thick As Thieves   | Holly Dale        | Christopher Silber                | 21 października 2007 |
| Detektywi wznawiają śledztwo z 1989 roku, kiedy niezidentyfikowana kobieta Jane Doe umiera w szpitalu po długotrwałej śpiączce, w której przebywała od momentu postrzału w głowę 18 lat wcześniej. - Lilly Rush widzi ofiarę w archiwum. - Utwór wykorzystany w scenie końcowej to: „One More Try”, w wykonaniu George’a Michaela. |                    |                   |                                   |                      |
| 6 (99) | Wunderkind         | Kevin Bray        | Greg Plageman                     | 28 października 2007 |
| Kiedy zostaje użyty numer ubezpieczeniowy zmarłego nastolatka. Detektywi postanawiają się przyjrzeć sprawie morderstwa 14-letniego geniusza matematycznego Terence’a Cartera w 2002 roku. - Detektyw Jeffries widzi ofiarę przyglądającą się lotowi ptaka. - Utwór wykorzystany w scenie końcowej to: „Natural Blues”, w wykonaniu Moby’ego. |                    |                   |                                   |                      |
| 7 (100) | World’s End        | Roxann Dawson     | Gavin Harris                      | 4 listopada 2007     |
| W studni znaleziono zwłoki kobiety. Ofiarą okazuje się Audrey W. Metz, która zaginęła w nocy nadania w 1938 roku słuchowiska Wojna światów autorstwa Orsona Wellesa. Detektywi rozpoczynają dochodzenie. - Lilly widzi ofiarę podczas tańca z kochankiem. - Utwór wykorzystany w scenie końcowej to: „Always”, w wykonaniu Franka Sinatry. |                    |                   |                                   |                      |
| 8 (101) | It Takes a Village | Kevin Bray        | Erica Shelton                     | 11 listopada 2007    |
| W magazynie znaleziono zwłoki zaginionego chłopca. Nazwisko najemcy prowadzi do trzech kolejnych magazynów, gdzie również znaleziono ciała chłopców, zaginionych w latach 1999–2003. Detektywi rozpoczynają śledztwo mające na celu powstrzymanie seryjnego mordercy. - Kat Miller widzi trzy pierwsze ofiary na posterunku. - Zabójca popełnił samobójstwo. - Ostatnią ofiarę widzi na swoim ganku babcia chłopca. - Utwór wykorzystany w scenie końcowej to: „You’re Gonna Make It”, wykonaniu KJ-52 i Blanca Reyes. |                    |                   |                                   |                      |
| 9 (102) | Boy Crazy          | Holly Dale        | Joanna Lovinger                   | 18 listopada 2007    |
| Do wydziału zabójstw przychodzi mężczyzna, który twierdzi, iż śmierć pewnej nastolatki w 1963 roku nie była samobójstwem, lecz ktoś dziewczynę wyrzucił z mostu do rzeki. Detektywi przeprowadzają ponowne dochodzenie. - Przyjaciel ofiary, a zarazem morderca widzi ją jak uśmiecha się ze zrozumieniem. - Utwór wykorzystany w scenie końcowej to: „Everybody Loves Me but You”, w wykonaniu Brendy Lee. |                    |                   |                                   |                      |
| 10 (103) | Justice            | Agnieszka Holland | Veena Cabreros Sud                | 25 listopada 2007    |
| Detektywi ponownie rozpatrują sprawę morderstwa popularnego i szanowanego studenta, który został zastrzelony po uroczystości zakończenia college’u w 1982 roku. - Detektyw Vera widzi ofiarę w archiwum. - Nikt nie został aresztowany, zabójstwo uznano za uzasadnione, w obronie własnej. - Utwór wykorzystany w scenie końcowej to: „Save a Prayer”, w wykonaniu grupy Duran Duran. |                    |                   |                                   |                      |
| 11 (104) | Family 8108        | Jeannot Szwarc    | Kellye Garrett, Elizabeth Randall | 9 grudnia 2007       |
| Zespół wznawia dochodzenie w sprawie morderstwa z 1945 roku, ofiarą był Amerykanin japońskiego pochodzenia, który zginął po meczu futbolu między Piechotą a Marynarką Wojenną. - Lilly widzi ofiarę i jego syna, który służył w 442 Pułku Piechoty i zginął podczas II wojny światowej. Obaj patrzą na swoją rodzinę. - W scenie końcowej jest odczytany list syna do rodziców. |                    |                   |                                   |                      |
| 12 (105) | Sabotage           | Nicole Kassell    | Greg Plageman                     | 6 stycznia 2008      |
| Zespół poszukuje seryjnego bombiarza, który może być odpowiedzialny za wybuch w 1999, 2001 i 2003 roku powodując śmierć dwóch osób i wielu raniąc. - Morderca widzi ofiary podczas aresztowania. - Utwór wykorzystany w scenie końcowej to: „Apologize”, w wykonaniu OneRepublic. - Odcinek luźno nawiązuje do seryjnego bombiarza o pseudonimie Unabomber |                    |                   |                                   |                      |
| 13 (106) | Spiders            | John Peters       | Liz W. Garcia                     | 17 lutego 2007       |
| Detektyw Rush rozpatruje morderstwo z 1998 roku, ofiarę była 17-letnia dziewczyna, która przystąpiła do grupy neonazistów. Wcześniej oskarżyła ojca za znęcanie, jednak sąd nie dał wiary jej zeznaniom. Do detektywów zgłosiła się prawniczka, która wówczas występowała w imieniu dziewczyny, po tym jak ojciec został aresztowany za pobicie innego dziecka. - Detektyw Rush widzi ofiarę siedzącą na schodach w archiwum. - Porucznik Stillman widzi inną ofiarę, przy odkopywaniu jej ciała. - Utwór wykorzystany w scenie końcowej to: „Tonight, Tonight”, w wykonaniu The Smashing Pumpkins. |                    |                   |                                   |                      |
| 14 (107) | Andy in C Minor    | Jeannot Szwarc    | Gavin Harris                      | 30 marca 2008        |
| Po znalezieniu śladów krwi w szkole dla niesłyszących, które należą do zaginionego w 2006 roku nastolatka, ucznia tej szkoły, detektywi rozpoczynają dochodzenie. - Ofiara jest widziana przez Lilly i swoją dziewczynę, która migając wyznaje miłość. - Utwór wykorzystany w scenie końcowej to: „Look After You”, w wykonaniu The Fray. |                    |                   |                                   |                      |
| 15 (108) | The Road           | Holly Dale        | Jennifer Johnson                  | 6 kwietnia 2008      |
| Lilly wraz ze Scottym eskortują z Zachodniej Wirginii podejrzanego o morderstwo. Policja uważa iż w 2007 roku porwał kobietę z przyjęcia zaręczynowego i później ją zabił. - Ofiara została odnaleziona żywa. - Detektyw Kat Miller widzi trzy kolejne ofiary oglądając ich nagrania video. - Piątą ofiarę widzi jej mała córka na ekranie telewizyjnym oglądając rodzinny filmu. - Utwór wykorzystany w scenie końcowej to: „Come Home”, w wykonaniu OneRepublic. |                    |                   |                                   |                      |
| 16 (109) | Bad Reputation     | Alex Zakrzewski   | Christopher Silber                | 13 kwietnia 2008     |
| Wydział antynarkotykowy podczas przeszukiwania mieszkania aresztowanego dilera znajduje w zamrażarce dłoń. Diler twierdzi, iż dłoń odciął w 1997 roku od ciała, które znalazł. Dłoń była wykorzystana w kilku morderstwach. Ofiarą był Pete Doyle, który kilka tygodni wcześniej wyszedł po dwunastu latach z więzienia. Został skazany za napad z bronią. - Zamordowanego Pete’a widzi jego syn podczas czytania listów od ojca. - Utwór wykorzystany w scenie końcowej to: „Recovering the Satellites”, w wykonaniu Counting Crows. |                    |                   |                                   |                      |
| 17 (110) | Slipping           | Kevin Bray        | Erica Shelton                     | 27 kwietnia 2008     |
| Detektywi ponownie badają sprawę samobójstwa kobiety w 1962 roku. Kiedy to wnuczka przynosi list pożegnalny znaleziony podczas remontu domu, charakter pisma na liście nie zgadza się z charakterem pisma ofiary. - Scotty Valens widzi ofiarę w archiwum. - Utwór wykorzystany w scenie końcowej to: „End of the World”, w wykonaniu Brendy Lee. |                    |                   |                                   |                      |
| 18 (111) | Ghost of My Child  | Roxann Dawson     | Liz W. Garcia                     | 4 maja 2008          |
| Matka, która straciła synka w pożarze mieszkania w 2005 roku, twierdzi iż widziała go w parku. Przy czym podała również szczegół dotyczący znamienia na ręce chłopca. - Dziecko wróciło do matki. - Utwór wykorzystany w scenie końcowej to: „Far Away”, w wykonaniu grupy Nickelback. - Odcinek luźno nawiązuje do sprawy Delimara Very, który został uprowadzony w grudniu 1997 roku przez krewnych ojca podczas pożaru mieszkania, w którym odbywało się przyjęcie, oraz został odnaleziony przez matkę w styczniu 2003 roku podczas innego rodzinnego przyjęcia. |                    |                   |                                   |                      |

## Sezon 6 (2008)
| 1 (112) | Glory Days             | Roxann Dawson     | Gavin Harris                    | 28 września 2008     |
| Detektywi zajmują się sprawą morderstwa futbolisty w 1973 roku. Stary przyjaciel Jeffries znajduje coś, co może wskazywać, iż ten zawodnik zginął później niż początkowo sądziła policja. - Ofiarę widzi na boisku jego kolega z drużyny, oboje wymieniają się uśmiechami. - Utwór wykorzystany w scenie końcowej to: „Reelin’ in the Years”, w wykonaniu Steely Dan. |                        |                   |                                 |                      |
| 2 (113) | True Calling           | Paris Barclay     | Christopher Silber              | 5 października 2008  |
| Detektywi ponownie badają sprawę zabójstwa młodej nauczycielki szkoły średniej w 1991 roku, wówczas policja sądziła, iż kobieta zginęła podczas nieudanej kradzieży samochodu. Jej dawny uczeń, a teraz nauczyciel tej samej szkoły w starym biurku znalazł klucze należące do Laury McKinney, co świadczy o tym, iż kobieta nie kierowała się do samochodu choć znaleziono ją kilka kroków od wozu. - Jeden z uczniów ofiary widzi ją patrzącą jak on ogląda swoje wyniki testu ukończenia zaocznie szkoły średniej (tzw. GED). - Utwór wykorzystany w scenie końcowej to: „Half a World Away”, w wykonaniu grupy R.E.M. |                        |                   |                                 |                      |
| 3 (114) | Wednesday’s Women      | John Finn         | Erica Shelton                   | 12 października 2008 |
| Detektyw wznawiają dochodzenie w sprawie śmierci gospodyni domowej, Miriam Forrester została potrącona przez samochód w 1964 roku. Po śmierci jej męża w garażu znaleziono karton walizką, w której znajdowały się rzeczy kobiety oraz kartka z pogróżkami. Walizka została zwrócona siostrze ofiary, a ta udała się z nią do wydziału zabójstw. Kobieta prosi o rozwikłanie sprawy śmierci jej starszej siostry. Podążając za dowodami Kat Miller i Will Jeffries udają się w podróż do Hazelton w Missisipi. Miriam przebywała tam kilka dni przed śmiercią w czasach „Lata Wolności”. - Ofiarę widzą jej dwie przyjaciółki w miejscu gdzie popełniono morderstwo. - Utwór wykorzystany w scenie końcowej to: „This Little Light of Mine”, wykonaniu Tracie Thoms. - Odcinek luźno nawiązuje do morderstwa Violi Liuzzo. |                        |                   |                                 |                      |
| 4 (115) | Roller Girl            | Holly Dale        | Elle Triedman                   | 19 października 2008 |
| Zespół ponownie rozpatruje sprawę śmierci nastolatki z 1978 roku. Ofiarą była 15-letnia Missy Gallavan. Dziewczyna była fanką jazdy na wrotkach, jej ciało znaleziono w wąwozie w parku Fairmount. Nowe światło na sprawę rzucają zeznania, więźniarki, która w nadziei na warunkowe zwolnienie dzieli się pewną informacją. - Lilly widzi ofiarę na torze wrotkowym. - Śmierć dziewczyny uznano za wypadek. - Utwór wykorzystany w scenie końcowej to: „Sentimental Lady”, wykonaniu Boba Welcha. |                        |                   |                                 |                      |
| 5 (116) | Shore Leave            | Alex Zakrzewski   | Elwood Reid                     | 26 października 2008 |
| W starej beczce od oleju znaleziono ludzkie szczątki, znaleziony nieśmiertelnik świadczy o tym iż ofiarą jest żołnierz piechoty morskiej, który nie wrócił z przepustki w 1951 roku. James C.Tully z powodu niestawienia się na okręt USS „Pronto” zmierzającego na wojnę koreańską, został oskarżony o dezercję. Detektywi szukają kolegów, z którymi żołnierza spędził czas na przepustce. - Ofiarę widzi najpierw na pogrzebie kolega, później jego dziewczyna w dokach. - Utwór wykorzystany w scenie końcowej to: „Taps”, w wykonaniu Daniela Butterfielda. |                        |                   |                                 |                      |
| 6 (117) | The Dealer             | Chris Fisher      | Greg Plageman                   | 2 listopada 2008     |
| Na składowisku samochodów znaleziono szczątki młodej samotnej matki, która zaginęła w 1981 roku. Ofiara pracowała w komisie samochodowym. Detektywi rozpoczynają dochodzenie, zmierzające do wyjaśnienia szczegółów zbrodni. - Ofiarę widzi jej córka w barze, w którym pracuje. - Utwór wykorzystany w scenie końcowej to: „Who’s Cryin’ Now”, w wykonaniu grupy Journey. |                        |                   |                                 |                      |
| 7 (118) | One Small Step         | David Von Ancken  | Taylor Elmore                   | 9 listopada 2008     |
| Przy rzece znaleziono model rakiety wykonanej przez 12-letniego chłopca, który zginął w dniu lądowania Apollo 11 na Księżycu. Lilly Rush zostaje poproszona o wyjaśnienie tej sprawy przez detektywa, który wówczas tą sprawą się zajmował. Detektyw Rush wznawia śledztwo z 1969 roku. - Ofiarę w miejscu zbrodni, widzi emerytowany detektyw, który prowadził pierwsze dochodzenie w sprawie zabójstwa Danny’ego Fincha. - Utwór wykorzystany w scenie końcowej to: „A Whiter Shade of Pale”, wykonaniu Procol Harum. |                        |                   |                                 |                      |
| 8 (119) | Triple Threat          | Kevin Bray        | Kathy Ebel                      | 16 listopada 2008    |
| Zespół detektywów wznawia dochodzenie w sprawie morderstwa z 1989 roku młodej rosyjskiej śpiewaczki operowej, po tym jak brat ofiary widzi zaginioną torbę dziewczyny u nieznajomego na ulicy. - Ofiara jest widziana przez ojca i brata. - Utwór wykorzystany w scenie końcowej to: „True Colors”, w wykonaniu Cyndi Lauper. |                        |                   |                                 |                      |
| 9 (120) | Pin Up Girl            | Chris Fisher      | Gavin Harris                    | 23 listopada 2008    |
| Fan modelki zamordowanej w 1953 roku, przynosi zdobytą fotografię, która przedstawia ofiarę w noc morderstwa. Fotografia sugeruje, iż zdjęcie zostało zrobione tuż przed śmiercią kobiety. Detektywi rozpoczynają śledztwo, zmierzające do wyjaśnienia szczegółów zbrodni. - Ofiarę widzi w ciemni jej menadżer, wywołujący jej zdjęcia. - Utwór wykorzystany w scenie końcowej to: „Can’t I”, w wykonaniu Nat King Cole. |                        |                   |                                 |                      |
| 10 (121) | Street Money           | Carlos Avila      | Christopher Silber              | 30 listopada 2008    |
| Więzień dzieli się informacją na temat starej strzelaniny z 2005 roku, ofiarą był młody afroamerykański działacz społeczny i polityk, który kandydował do rady miasta. Dexter Collins wychował się w okolicy gdzie narkotyki były codziennością, chciał to zmienić i zaczął ubiegać się o fotel radnego miasta, konkurował z radnym od 30 lat. Ofiara podczas kampanii wyborczej mawiała, że zasłuży na głosy wyborców, a nie kupi je. Dzięki informacjom podanym przez więźnia Scotty i Lilly znaleźli broń, od której zginął Dexter, rozpoczynają dochodzenie. - Ofiarę widzi jego przyjaciel przy instalowaniu kosza do koszykówki. - Utwór wykorzystany w scenie końcowej to: „Hands of Time”, w wykonaniu Groove Armada.                                                                                              |                        |                   |                                 |                      |
| 11 (122) | Wings                  | David Von Ancken  | Jennifer Johnson                | 21 grudnia 2008      |
| Ekipa budowlana w starym hotelu znajduje ludzkie kości. Detektywi wznawiają dochodzenie z 1960 roku. Stewardesa, działająca na rzecz zmiany przepisów pracy kobiecego personelu latającego oraz reakcji linii lotniczych na molestowanie stewardes w pracy przez pilotów, zwłaszcza jednego. - Ofiarę w hangarze widzi jej chłopak. - Wszystkie utwory wykorzystane w odcinku są w wykonaniu Franka Sinatry. - Utwór wykorzystany w scenie końcowej to: „Someone to Watch Over Me”, w wykonaniu Franka Sinatry. |                        |                   |                                 |                      |
| 12 (123) | Lotto Fever            | Agnieszka Holland | John Brian King                 | 4 stycznia 2009      |
| Detektywi prowadzą śledztwo z 2007 roku w sprawie morderstwa mechanika samochodowego, który pół roku przed śmiercią wygrał na loterii 8 mln dolarów, właśnie ktoś chciał przeprowadzić transakcję na jego koncie. - Ofiarę przed warsztatem samochodowym widzi jego przyjaciółka. - Utwór wykorzystany w scenie końcowej to: „On the Way Back Home”, w wykonaniu grupy Lucero. |                        |                   |                                 |                      |
| 13 (124) | Breaking News          | Holly Dale        | Erica Shelton                   | 11 stycznia 2009     |
| Do wydziału zabójstw przychodzi kobieta z telewizji, która podczas przegrywania danych ze starych nośników na DVD, odkrywa nagranie, na którym ktoś się kłóci ze współprowadzącą wiadomości Jane Everett, kobieta wychodzi na spotkanie z nim, a kilka godzin później zostaje znaleziona martwa. Detektywi wznawiają dochodzenie z 1988 roku, w trakcie śledztwa wychodzi na jaw, iż ofiara przygotowywała reportaż o szkodliwych dla życia i zdrowia warunkach pracy w pewnej fabryce. - Ofiara jest widziana przez pracownika fabryki. - Utwór wykorzystany w scenie końcowej to: „Shout”, w wykonaniu Tears for Fears. |                        |                   |                                 |                      |
| 14 (125) | Brush Man              | Roxann Reid       | Elwood Reid                     | 25 stycznia 2009     |
| Podczas osuszania stawu, na dnie znaleziono szczątki Roya W. Dunna, mężczyzna był domokrążcą, sprzedawał artykuły gospodarstwa domowego. Detektywi rozpoczynają śledztwo z 1967 roku. - Ofiarę widzi rodzina której próbował pomóc. - Utwór wykorzystany w scenie końcowej to: „Pale Blue Eyes”, w wykonaniu The Velvet Underground. |                        |                   |                                 |                      |
| 15 (126) | Witness Protection     | Alex Zakrzewski   | Elle Triedman                   | 15 lutego 2009       |
| Do wydziału zabójstw przychodzi kobieta, której zaginął syn. W rzeczach syna znajduje opis niezidentyfikowanej ofiary morderstwa, sądzi iż to może być jej mąż, który zaginął rok wcześniej. Rodzina znajdowała się w programie ochrony świadków. Kobieta prosi o pomoc w znalezieniu syna. Zaginięcie nastolatka może mieć coś wspólnego z zabójstwem mężczyzny. Detektywi badają sprawę śmierci ojca w 2008 roku. - Ofiarę widzi na plaży jego żona i syn. - Utwór wykorzystany w scenie końcowej to: „Until the Day Is Done”, w wykonaniu grupy R.E.M. |                        |                   |                                 |                      |
| 16 (127) | Jackals                | Marcos Siega      | Taylor Elmore                   | 8 marca 2009         |
| Do detektywów przychodzi mężczyzna, który po trzydziestu latach wychodzi z więzienia prosi o wyjaśnienie śmierci córki, która została zadźgana w 1976 roku. Mężczyzna twierdzi, iż ktoś do jego rzeczy podrzucił zdjęcie córki z członkiem groźnego gangu motocyklowego, co może świadczyć, iż jest to ważny trop. - Ofiarę w miejscu zbrodni, przy składaniu kwiatów widzi jej ojciec. - Utwór wykorzystany w scenie końcowej to: „Simple Man”, w wykonaniu Lynyrd Skynyrd. |                        |                   |                                 |                      |
| 17 (128) | Officer Down           | Alex Zakrzewski   | Christopher Silber              | 15 marca 2009        |
| W sklepie zostaje postrzelony właściciel, gdy przestępca jeszcze przebywał w sklepie, wszedł do niego Will Jefferies, również został ranny. Właściciel sklepu, a zarazem bliski znajomy Willa zmarł na stole operacyjnym. - Detektyw Will Jeffries widzi ofiarę w szpitalu gdzie obaj trafili. - Utwór wykorzystany w scenie końcowej to: „The Judgement”, w wykonaniu Solomona Burke’a. |                        |                   |                                 |                      |
| 18 (129) | Mind Games             | Donald Thorin     | Gavin Harris                    | 22 marca 2009        |
| Do detektywów zgłasza się wolontariusz ze schroniska dla bezdomnych, spotkał tam swojego dawnego kolegę ze studiów. Podczas spotkania wpadł w szał i uciekł zostawiając swój notatnik, w którym są opisane okoliczności pożaru, w którym zginęła kobieta. Detektywi wznawiają dochodzenie w sprawie morderstwa z 2004 roku, ofiarą była pani doktor Julie Ramirez, psychiatra. Lekarka stosowała niekonwencjonalną terapię muzyką w leczeniu schizofrenii. - Ofiara jest widziana przez swojego pacjenta w pokoju ośrodka opiekuńczego. - Wszystkie utwory wykorzystane w odcinku są wykonywane przez Johna Lennona. - Utwór wykorzystany w scenie końcowej to: Watching the Wheels w wykonaniu Johna Lennona. |                        |                   |                                 |                      |
| 19 (130) | Libertyville           | Marcos Siega      | Kathy Ebel                      | 29 marca 2009        |
| Do wydziału zabójstw zgłasza się starsza kobieta, opowiada detektywom o kłótni w 1958 roku w „Klubie Senatorów”, gdzie pracowała jako pokojówka. Jeden z mężczyzn na drugi dzień został znaleziony martwy na odludziu. Detektywi wznawiają dochodzenie w sprawie morderstwa Juliana Bellowesa. - Ofiarę widzi jego żona i siostra podczas pierwszego rodzinnego spotkania. - Utwór wykorzystany w scenie końcowej to: „This Land Is Your Land”, w wykonaniu Sharon Jones & the Dap-Kings. |                        |                   |                                 |                      |
| 20 (131) | Stealing Home          | Kevin Bray        | Danny Pino, Elwood Reid         | 12 kwietnia 2009     |
| Detektywi wznawiają dochodzenie z 1999 roku, w sprawie morderstwa zawodnika baseballowego niedawno przybyłego z Kuby. Znalazł się świadek, który twierdzi, iż mężczyzna został zabity w innej części miasta niż tam gdzie znaleziono jego ciało. - Ofiarę widzi jego żona podczas meczu ich syna. - Utwór wykorzystany w scenie końcowej to: „Vida Mas Simple”, w wykonaniu Nila Larę. |                        |                   |                                 |                      |
| 21 (132) | November 22nd          | Jeannot Szwarc    | Ryan Farley                     | 26 kwietnia 2009     |
| Kiedy zostaje znaleziona broń użyta podczas morderstwa w 1963 roku, detektywi wznawiają dochodzenie w sprawie zabójstwa oszusta bilardowego w dniu śmierci Johna F. Kennedy’ego. - Ofiarę widzi jego „córka” podczas meczu bilarda. - Utwór wykorzystany w scenie końcowej to: „My One & Only Love” w wykonaniu John Coltrane. |                        |                   |                                 |                      |
| 22 (133) | The Long Blue Line (1) | Roxann Dawson     | Jennifer Johnson, Greg Plageman | 3 maja 2009          |
| Jest to pierwszy z dwóch odcinków finału szóstego sezonu. Na cmentarzu znaleziono skrzynię ze szczątkami pierwszej kadetki w miejscowej szkole wojskowej. Do tej pory uważano, iż dziewczyna nie dała rady, zrezygnowała i opuściła szkołę 2005 roku. Lilly Rush wznawia dochodzenie, bardzo jej zależy na rozwiązaniu sprawy jako pierwszej detektyw w wydziale zabójstw. Niektórym to się nie podoba, samochód wraz z Lilly zostaje zepchnięty do rzeki. - Wszystkie utwory wykorzystane w odcinku są utworami Pearl Jam. - Utwór wykorzystany w scenie końcowej to: „Yellow Ledbetter” w wykonaniu Pearl Jam. |                        |                   |                                 |                      |
| 23 (134) | Into The Blue (2)      | Jeannot Szwarc    | Jennifer Johnson, Greg Plageman | 10 maja 2009         |
| W drugim odcinku finału sezonu nadal kontynuowane jest śledztwo w sprawie morderstwa kadet Kate Butler. Detektywi znajdują coraz więcej wskazówek, morderca próbując powstrzymać śledztwo, pozorują samobójstwo jednego z podejrzanych. - Wszystkie utwory wykorzystane w odcinku są utworami Pearl Jam. - Utwór wykorzystany w scenie końcowej to: „Black” by Pearl Jam. |                        |                   |                                 |                      |

## Sezon 7 (2009)
| 1 (135) | The Crossing           | Alex Zakrzewski       | Taylor Elmore                  | 27 września 2009     |
| Po zbadaniu kości młodej kobiety, która - jak przypuszczano - popełniła samobójstwo w 1966 roku, wyskakując za burtę statku, detektywi badają sprawę pod kątem morderstwa. - Ofiarę widzi jej narzeczony - Wszystkie piosenki w odcinku wykonuje Ray Charles - Utwór wykorzystany w scenie końcowej to „What would I do without you” w wykonaniu Raya Charlesa |                        |                       |                                |                      |
| 2 (136) | Hood Rats              | Chris Fisher          | Elwood Reid                    | 4 października 2009  |
| Zespół wraca do sprawy z 1995 roku - siedemnastolatka, który opuścił dom, by żyć z jazdy na deskorolce na ulicy. - Ofiarę widzi Lilly Rush oraz jego młodszy brat w parku do jazdy na deskorolce. - Utwór wykorzystany w scenie końcowej to „Disarm” w wykonaniu The Smashing Pumpkins. |                        |                       |                                |                      |
| 3 (137) | Jurisprudence          | Holly Dale            | Christopher Silber             | 11 października 2009 |
| Ponownie zostaje rozpatrywana sprawa nastolatka, który w 2004 roku niesłusznie trafił do aresztu dla młodocianych przestępców, gdzie został zabity. - Ofiarę widzi chłopak, którego próbował ochronić. - Utwór wykorzystany w scenie końcowej to „None of us are free' w wykonaniu Salomona Burke. |                        |                       |                                |                      |
| 4 (138) | Soul                   | John Showalter        | Ryan Farley                    | 25 października 2009 |
| Zespół wraca do sprawy z 1970 roku - muzyka jazzowego, który ukrywał swój tryb życia przed swym bardzo religijnym ojcem. - Ofiarę grającą na pianinie elektrycznym widzą ojciec i dorosły syn. - Utwór wykorzystany w scenie końcowej to „I’ll be around” w wykonaniu The Spinners |                        |                       |                                |                      |
| 5 (139) | WASP                   | Chris Fisher          | Denise Thé                     | 1 listopada 2009     |
| Sztab detektywów zajmuje się sprawą kobiety pilota, która zginęła w 1944 roku, uczestnicząc w programie wojennym WASP. - Ofiara widziana jest przez dwie kobiety, z którymi pracowała. - Utwór wykorzystany w scenie końcowej to „I’ll walk alone” w wykonaniu Marthy Tilton. |                        |                       |                                |                      |
| 6 (140) | Dead Heat              | Nathan Hope           | Adam Glass                     | 8 listopada 2009     |
| Gdy w starym końskim grobie zostają znalezione szczątki zaginionego w 1986 roku dżokeja, sztab bada okoliczności jego zaginienia i śmierci - Ofiara widziana jest przez swojego ucznia. - Wszystkie utwory w odcinku wykonuje Santana - Utwór wykorzystany w scenie końcowej to „Samba pa ti” Santany |                        |                       |                                |                      |
| 7 (141) | Read Between the Lines | Kevin Bray            | Erica L. Anderson              | 15 listopada 2009    |
| Zespół powraca do sprawy morderstwa młodej, początkującej raperki z 1991 roku, która od niedawna mieszkała z siostrą u nowych rodziców zastępczych. - Ofiara jest widziana przez młodszą siostrę. - Utwór wykorzystany w scenie końcowej to „Read between the lines” - specjalnie napisany na potrzebę odcinka. |                        |                       |                                |                      |
| 8 (142) | Chinatown              | David von Ancken      | Alicia Kirk                    | 22 listopada 2009    |
| Otwarta jest ponownie sprawa Stillmana z 1983 roku, dotycząca chińsko-amerykańskiego nastolatka, bezskutecznie starającego się o rozwiązanie sprawy swojej niedawno zamordowanej dziewczyny. - Ofiara wraz ze swoją dziewczyną jest widziana przez swoją matkę i ojca ukochanej. - Utwór wykorzystany w scenie końcowej to „Every breathe you take” w wykonaniu The Police |                        |                       |                                |                      |
| 9 (143) | Forensics              | Holly Dale            | Jerome Schwartz                | 6 grudnia 2009       |
| Detektywi szukają mordercy Luke’a Cronina, którego podejrzewano wcześniej o samobójstwo w 1999 roku po przegraniu szkolnej debaty - Ofiara jest widziana przez ojca - Utwór wykorzystany w scenie końcowej to „Karma police” Radiohead |                        |                       |                                |                      |
| 10 (144) | Iced                   | Peter Medak           | Taylor Elmore                  | 13 grudnia 2009      |
| Sztab detektywów bada sprawę śmierci zawodnika drużyny hokejowej z 1980 roku, zmarłego w noc zwycięstwa Stanów Zjednoczonych nad ZSRR na olimpiadzie - Ofiarę widzi brat. - Wszystkie utwory w odcinku wykonuje Bob Seger - Utwór wykorzystany w scenie końcowej to „Against the wind” Boba Segera. |                        |                       |                                |                      |
| 11 (145) | The Good Soldier       | Gwyneth Horder-Payton | Christopher Silber             | 11 stycznia 2010     |
| Policja wraca do sprawy śmierci rekrutowanego do armii Mike’a Donleya w 2005 roku. Ofiara była oskarżona o kradzież biżuterii, nowy świadek przynosi dowód jego niewinności. - Ofiarę widzi mężczyzna, który doprowadził do ponownego wszczęcia śledztwa. - Utwór wykorzystany w scenie końcowej to „Politik” w wykonaniu zespołu Coldplay |                        |                       |                                |                      |
| 12 (146) | The Runaway Bunny      | John Finn             | Elwood Reid                    | 17 stycznia 2010     |
| Zostają znalezione zwłoki prywatnego detektywa, zaginionego w 1974 roku. Jego ostatnią sprawą było poszukiwanie zaginionej nastolatki. - Ofiarę widzi nastolatka, której sprawę prowadził. - Utwór wykorzystany w scenie końcowej to „Forever young” w wykonaniu Boba Dylana. |                        |                       |                                |                      |
| 13 (147) | Bombers                | Janice Cooke-Leonard  | Gina Gionfriddo                | 14 lutego 2010       |
| Zespół wraca do sprawy utalentowanego graficiarza zmarłego w 1982 roku wskutek zatrucia sprayem malującym. - Ofiarę widzi jego matka. - Utwór wykorzystany w scenie końcowej to „Since you are gone” w wykonaniu zespołu The Cars |                        |                       |                                |                      |
| 14 (148) | Metamorphosis          | Chris Fisher          | Adam Glass, Danny Pino         | 21 lutego 2010       |
| Policja wraca do sprawy śmierci młodej artystki cyrkowej z 1971 roku, po tym jak zostaje znaleziony dowód sugerujący, że nie był to wypadek. - Ofiarę występującą w cyrku, widzi jej ojciec chrzestny. - Wszystkie utwory w odcinku są wykonane przez zespół The Doors - Utwór wykorzystany w scenie końcowej to „People are strange” w wykonaniu The Doors |                        |                       |                                |                      |
| 15 (149) | Two Weddings           | Nathan Hope           | Meredith Stiehm                | 28 lutego 2010       |
| Na ślubie kolegi z pracy, detektywi dowiadują się o fakcie, że poprzedni narzeczony panny młodej został zepchnięty z okna w 2008 roku i że sprawy nie rozwiązano. Śledztwo prowadzone jest na weselu. - Śmierć została uznana za samobójstwo. - Ofiarę widzi jego narzeczona na weselu. - Utwór wykorzystany w scenie końcowej to „Out last night” w wykonaniu Kenny’ego Chesneya. |                        |                       |                                |                      |
| 16 (150) | One Fall               | Don Thorin            | Ryan Farley                    | 14 marca 2010        |
| Zostaje znaleziona broń, z której zastrzelono robotnika portowego w 1986 roku. Okazuje się, że mężczyzna zaczynał robić karierę jako zapaśnik w ustawianych walkach. - Ofiarę widzi jego syn w swoim miejscu pracy. - Piosenka wykorzystana w scenie końcowej to „Wanted dead or alive” w wykonaniu zespołu Bon Jovi |                        |                       |                                |                      |
| 17 (151) | Flashover              | Jeannot Szwarc        | Greg Plageman                  | 21 marca 2010        |
| Zniknięcie detektywa Very prowadzi do ponownego otwarcia sprawy podpalenia domu z dziećmi z 2006 roku, która prawdopodobnie doprowadziła do jego obsesji. - Nikt nie widzi dzieci, które zginęły w pożarze, za to detektyw Vera widzi ich niewinnie skazanego ojca. - Wszystkie utwory w odcinku wykonane są przez zespół Pink Floyd - Utwór wykorzystany w scenie końcowej to „Wish you were here” w wykonaniu zespołu Pink Floyd |                        |                       |                                |                      |
| 18 (152) | The Last Drive-In (1)  | Chris Fisher          | Elwood Reid                    | 28 marca 2010        |
| Mel Shaver został znaleziony martwy podczas spaceru z psem. Badania balistyczne powiązały to zabójstwo z seryjnym mordercą, który był nieaktywny od 1983 roku. - Ofiara nie pojawia się na końcu odcinka ponieważ sprawa nie została jeszcze zamknięta. - Piosenka z początku epizodu to „Just What I Needed” zespołu The Cars. - W finale odcinka nie ma żadnej piosenki. Ostatnia scena ukazuje kolejną ofiarę zastrzeloną przez mordercę, którego detektywi starają się złapać. - Pierwsza część dwuodcinkowej historii. |                        |                       |                                |                      |
| 19 (153) | Bullet (2)             | John Showalter        | Christopher Silber             | 4 kwietnia 2010      |
| Kontynuacja historii ukazanej w poprzednim odcinku. Po ustaleniu tożsamości seryjnego mordercy i jego potencjalnej następnej ofiary, detektywi robią wszystko aby go schwytać i powstrzymać przed zabiciem kolejnych osób. - Pierwsza ofiara jest widziana przez swoją dziewczynę, która pomagała przy śledztwie. - Morderca widzi swojego ojca, który popełnił samobójstwo. - Inne ofiary nie są widziane. - Piosenka ze sceny finałowej to „Keepsake” wykonywana przez State Radio. - Druga część dwuodcinkowej historii. |                        |                       |                                |                      |
| 20 (154) | Free Love              | Jeffrey Hunt          | Elwood Reid, Denise Thé        | 11 kwietnia 2010     |
| Podczas podróży do północnej części stanu Nowy Jork, pomiędzy Lilly Rush a agentem FBI Ryanem Cavanaugh dochodzi do zbliżenia. Rush zgodziła się mu pomóc rozwiązać sprawę z 1969 roku, kiedy to podczas festiwalu Woodstock doszło do zabójstwa żołnierza. Tymczasem w Filadelfii, była dziewczyna Nicka Very z czasów liceum prosi go o zbadanie włamania do jej domu. - Dziewczyna ofiary widzi ją w swoim biurze. - Lilly Rush jest jedyną osobą z zespołu, która zajmuje się sprawą sprzed lat. - Vera, Valens i Miller badają sprawę włamania do domu przyjaciółki Very. - Jeffries nie pojawia się w tym epizodzie. - Piosenka finałowa to „The Weight” zespołu The Band. |                        |                       |                                |                      |
| 21 (155) | Almost Paradise (1)    | Alex Zakrzewski       | Christopher Silber, Adam Glass | 2 maja 2010          |
| Zespół ponownie otwiera sprawę Felicii Grant - licealistki, która w 1989 roku zginęła w wypadku. Nowe dowody sugerują, iż mogła zostać zamordowana. Tymczasem do Lilly zaczynają dopływać niepokojące wieści od jej siostry. - Ofiara jest widziana przez swojego najlepszego przyjaciela w szkole. - Odcinek kończy się odkryciem w pokoju siostry Lilly bałaganu i chaosu, co wskazuje na porwanie. - Piosenka z początku epizodu to „Bust a Move” wykonywana przez Young MC. - Odcinek kończy utwór U2 – „All I Want Is You”. |                        |                       |                                |                      |
| 22 (156) | Shattered (2)          | Jeannot Szwarc        | Greg Plageman, Elwood Reid     | 2 maja 2010          |
| Jeffries pracuje nad rozwiązaniem sprawy zabójstwa nastolatki w 1993 roku mając nadzieję, że spełni obietnicę złożoną jej rodzicom i odnajdzie mordercę. Lilly Rush wraz ze Scottym Valensem rozpoczyna poszukiwania swojej zaginionej siostry - Christiny, która została porwana. - Ofiara jest widziana przez Jeffriesa, który jako pierwszy zajmował się tą sprawą. - Rush i Valens odnajdują Christinę i sprowadzają ją z powrotem do Filadelfii. - Wszystkie piosenki z tego odcinka to repertuar zespołu The Rolling Stones. - Piosenka finałowa wykonywana przez The Rolling Stones nosi tytuł „Winter”. - Finał siódmego sezonu. - Ostatni odcinek serialu.              |                        |                       |                                |                      |